# Manching
Manching település Németországban, azon belül Bajorországban. Lakosainak száma 13 083 fő (2023. december 31.). Manching Vohburg an der Donau és Reichertshofen községekkel határos.

## Népesség
A település népessége az elmúlt években az alábbi módon változott:
| Lakosok száma | 933  | 3049 | 9109 | 9235 | 11 430 | 11 767 | 12 317 | 12 438 | 12 829 | 13 083 |
|               | 1875 | 1950 | 1970 | 1987 | 2012   | 2013   | 2015   | 2017   | 2021   | 2023   |